# David Parker (nuotatore)
David Parker (Coventry, 18 febbraio 1959 – Cornovaglia, 25 maggio 2010) è stato un nuotatore britannico.

## Carriera
Fortemente specializzato nello stile libero, all'apice della propria carriera vinse la medaglia di bronzo nei 1500m stile libero ai mondiali di Cali 1975.

## Palmarès
- Mondiali

Cali 1975: bronzo nei 1500m stile libero.